# Clonard
Clonard (irl.: Cluain Ioraird) – wieś w hrabstwie Meath w Irlandii położona przy drodze R148, pomiędzy miastami Kinnegad i Enfield.
We wsi znajduje się wczesnośredniowieczny klasztor założony przez św. Finiana. Wieś jest również powiązana z pierwszym irlandzkim biskupem Palladiuszem.